# Jane Urquhart
Jane Urquhart (n. 21 iunie 1949, Greenstone⁠(d), Ontario, Canada) este o romancieră și poetă canadiană. Ea este autoarea apreciată la nivel internațional a șapte romane premiate, trei cărți de poezie și numeroase povestiri. Ca romancier, Urquhart este bine cunoscută pentru stilul ei evocator, care îmbină istoria cu prezentul. Primul ei roman, The Whirlpool (publicat în 1986), și-a câștigat recunoașterea internațională atunci când a devenit prima canadiană care a câștigat prestigiosul Prix du Meilleur Livre Etranger din Franța (Premiul pentru cea mai bună carte străină). Romanele ei ulterioare au avut mai mult succes. Away, publicat în 1993, a câștigat premiul Trillium și a fost un bestseller național. În 1997, al patrulea roman al ei, The Underpainter, a câștigat Governor General's Literary Award.